# Puchar Interkontynentalny w Lekkoatletyce 2010 – bieg na 1500 m kobiet
Bieg na 1500 metrów kobiet – jedna z konkurencji rozegranych podczas pucharu interkontynentalnego w Splicie. Biegaczki rywalizowały 5 września – drugiego dnia zawodów.

## Rezultaty
| Poz. | Zawodniczka           | Reprezentacja  | Czas    |
| ---- | --------------------- | -------------- | ------- |
| 1    | Hind Dehiba           | Europa         | 4:19.78 |
| 2    | Nicole Edwards        | Ameryka        | 4:21.34 |
| 3    | Christin Wurth-Thomas | Ameryka        | 4:21.46 |
| 4    | Mimi Belete           | Azja i Oceania | 4:22.27 |
| 5    | Aslı Çakır            | Europa         | 4:22.43 |
| 6    | Nikki Hamblin         | Azja i Oceania | 4:22.45 |
| 7    | Gelete Burka          | Afryka         | 4:23.76 |
| 8    | Nancy Langat          | Afryka         | 4:23.93 |
| 9    | Kaila McKnight        | Azja i Oceania | 4:27.40 |
| 99 ! | Btissam Lakhouad      | Afryka         | DNF     |